# Antigone (opera)
Antigone är en opera (musikalisk tragedi) i tre akter av Arthur Honegger med libretto av Jean Cocteau efter Sofokles tragedi Antigone.

## Historia

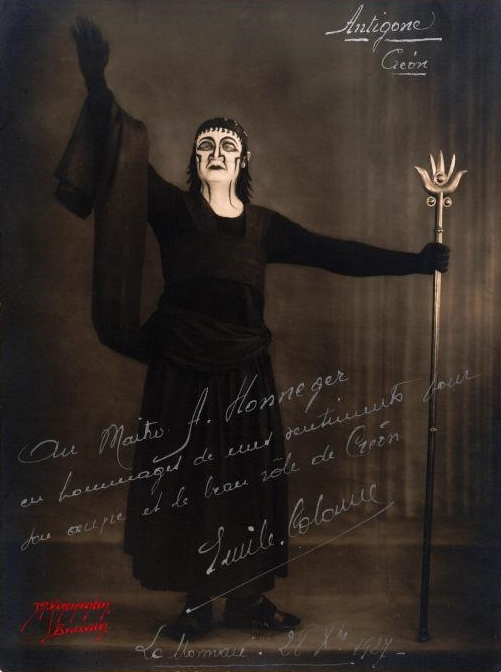
Émile Colonne som Kreon vid premiären 1927 i kostym av Coco Chanel.

Jean Cocteaus bearbetning av Sofokles tragedi hade väckt uppseende redan 1922, då den framfördes på Théâtre de l'Atelier i Paris. Genom den känslomässiga distansen vann han en ny närhet till det gamla stoffet, som med dess konflikt mellan kärlek och statsangelägenheter var ytterst aktuell.
För det tillfället hade Honegger skrivit scenmusiken, men längre fram såg han chansen att pröva sina idéer om modern musikteater på Cocteaus version av den antika tragedin. Ur den grundläggande polariteten mellan Antigone och Kreon hämtade Honegger sin dramaturgi, en symfonisk, konfliktfylld motsättning mellan musikaliska teman och motiv. Verket uruppfördes på Théâtre de la Monnaie i Bryssel den 28 december 1927 med dekor av Picasso och kostymer av Coco Chanel. Operan vann dock aldrig gehör, och Honegger karakteriserade den själv som en sten som kastats i brunn och aldrig tagits upp igen. Bara några veckor efter premiären sattes den även upp i Essen och gav där upphov till en skandal.

## Personer
- Antigone (alt eller mezzosopran)
- Ismene, hennes syster (sopran)
- Kreon, Thebes kung (tenor)
- Eurydike, hans hustru (mezzo)
- Haimon, hans son och Antigones trolovade (baryton)
- Teiresias (bas)
- Väktaren (tenor)
- Budbäraren (bas)
- Fyra körledare (sopran, alt, tenor, bas)
- Folket i Thebe (kör)

## Handling
Akt I
Trots att goda föresatser tvistar Oidipus söner om tronen, och Polyneikes har slutit förbund med Thebes fiender för att störta brodern Eteokles. Båda bröderna stupar i striden. Tronen har intagits av Oidipus svåger Kreon. Denne har proklamerat att fosterlandsförrädaren Polyneikes döda kropp skall bli liggande på slagfältet. Detta upprör systern Antigone, som vill trotsa Kreon bud och begrava brodern fastän hennes syster Ismene varnar henne att det är belagt med dödsstraff att bryta mot Kreons förbud. Då Kreon får veta att Polyneikes har blivit begravd låter han gripa den skyldiga.
Akt II
Antigone försvarar sig med att det var hennes plikt mot familjen, men Kreon betraktar hennes gärning som ett brott och dömer henne till att begravas levande genom att muras in i slottsmuren. Först då Teiresias förbannar honom inser han hur förkastligt han har handlat, men då är det för sent.
Akt III
Antigone har hängt sig och Kreons son Haimon, som älskade henne, har tagit sitt liv med ett dolkhugg i hjärtat. Hans mor Eurydike har begått självmord av sorg. Kreon är ensam kvar.